# 暗渠排水
暗渠排水（あんきょはいすい）とは、水田を必要なときに乾田化するための方策の一つ。

## 概要
透水性の管を地下へ埋設し、地上および土中の水を集水し排水路へと導通させる設備である。

### 使用資材
管材として、内径50mmから100mm程度の素焼き土管・ポリ塩化ビニル管、高密度ポリエチレン管などが用いられ､集水部のポリ塩化ビニル・高密度ポリエチレン管は有孔管とすることで透水性を持たせる。また土や異物および後述の被覆材が管の中へ吸い込まれないよう、吸出防止マットを巻き付ける場合がある。広範囲から効率よく集水させるために、管材の周囲へ被覆材が設置される。被覆材として粗朶や製材時に発生する端材および､水田内に設置されることが多という特性から入手性が極めて良い籾殻がよく使用される。途中に水閘が設けられ、流量の制御を行えるようになっていることが多い。
日本では少なくとも江戸時代には丸太や竹を使用した暗渠排水は行われていた。

### 施工方法
トレンチャーという機械を使用し､チェンソーを大型化したような仕組みで､深さ1m､幅数十cm程の溝を切り､そこへ管材や集水材を設置し、埋戻す。

### 総合的な水制御への利用
従来の暗渠排水は文字通り排水設備としてのみ使用されてきたが、末端部を完全に閉塞した状態で暗渠排水内へ強制的に用水を送り込み土中へ水を逆流させ､圃場内へ均一に水分を行き渡らせるために使用される場合がある。

### 集水管や被覆材を使用しない暗渠
簡易な暗渠として、弾丸暗渠が用いられる場合がある。トラクターやバックホウへ専用のアタッチメントを取り付けて施工される。アタッチメントの先端にあるトンネルを作る部分の形状が弾丸様である事からこの名前が用いられている。トンネルの形状を保持できる程度の強度がある土の、地表面から数十cmから1m程度の深さへアタッチメントの先端が来るようめり込ませ、導水する方向へそれを引っ張っていくことで強制的に土中へトンネルを設け、そこへ集水するという手法で、耐用年数や集水効率は通常の暗渠に劣るものの、非常に短い工期で安価に施工できるメリットがある。

## 農業以外での利用
球技場、陸上競技場、野球場など、天然芝のスポーツ施設を使う箇所で、地中から直接芝の根っこに散水する「セルシステム」と呼ばれる散水装置もこの方式にほぼ準じたものである。元々スイスで開発されたシステムで、芝生の下に配管を埋設し、穴の開いた配管から毛細管現象を利用して給排水や、肥料の供給を行う。ヨーロッパなどサッカーの盛んな競技場で使用されていて、日本ではJリーグ開幕に合わせて1993年に完成した茨城県立カシマサッカースタジアムが、初の導入例である（2001年に撤去され、スプリンクラーに転換）。また競馬場では日本の小倉競馬場で1999年にこれが世界で初めて導入されている。